# بوچانگای نوک‌کلاغی
بوچانگای نوک‌کلاغی (نام علمی: Dicrurus annectans) نام یک گونه از تیره بوچانگایان است.